# Крушовица (област Враца)
Вижте пояснителната страница за други значения на Крушовица.
Кру̀шовица е село в Северозападна България, община Мизия, област Враца.

## География
Село Крушовица се състои от две части: Старо село и Ново село. През селото минава река Скът, която е малка река, но в миналото е давала много риба и миди (скойки) на селяните от селото.

## История
Селото се споменава в турски регистри от 1579 г. с името Корушувиче и от 1673 г. с името Куршувиче. В местностите „Бряста“ и „Възович“ са открити останки от тракийски и антични поселения, а на югоизток от селото и от ранносредновековни селища.
При избухването на Балканската война двама души от Крушовица са доброволци в Македоно-одринското опълчение.
През 1896 година е построена църквата „Света Троица“ от майсторите Дено и Къно Денови от Трявна. Иконописта и дърворезбата в храма са дело на дебърските майстори Велко Илиев и Мирон Илиев.

## Население
Преброяване на населението през 2011 г.
Численост и дял на етническите групи според преброяването на населението през 2011 г.:
|                     | Численост | Дял (в %) |
| Общо                | 1712      | 100,00    |
| Българи             | 1643      | 95,96     |
| Турци               | 0         | 0,00      |
| Цигани              | 9         | 0,52      |
| Други               | 0         | 0,00      |
| Не се самоопределят | 0         | 0,00      |
| Неотговорили        | 58        | 3,38      |

## Известни личности
- Иван Митев (1924 – 2006) – лекар, откривател на шестия сърдечен тон
- Атанас Александров (Герчо) (1917 – 1944), български партизанин
- Корнелия Нинова – политик от БСП родена 1969 г.
- Александър Миланов – експерт по корпоративни комуникации, роден през 1983 година в София, но прекарва значителна част от детството си в с. Крушовица. Занимава се активно с правозащитна дейност.
- Христо Младенов – футболист и треньор по футбол.
- Гълъбина Митева – поетеса, родена 1966 г.
- Димитър Никифоров – поет, роден 1968 г.